# Betonstahlmatte

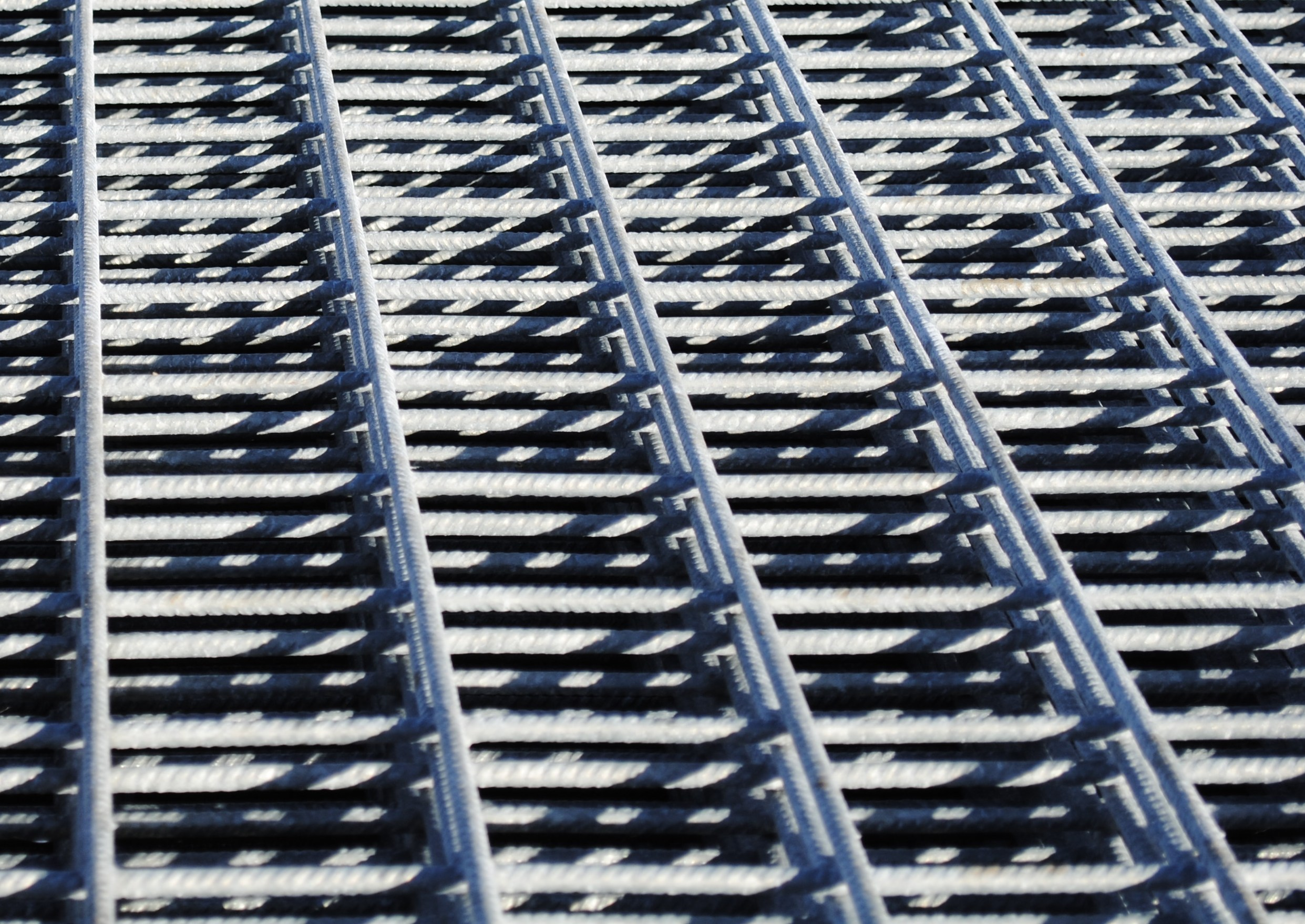
Feuerverzinkte Betonstahlmatten

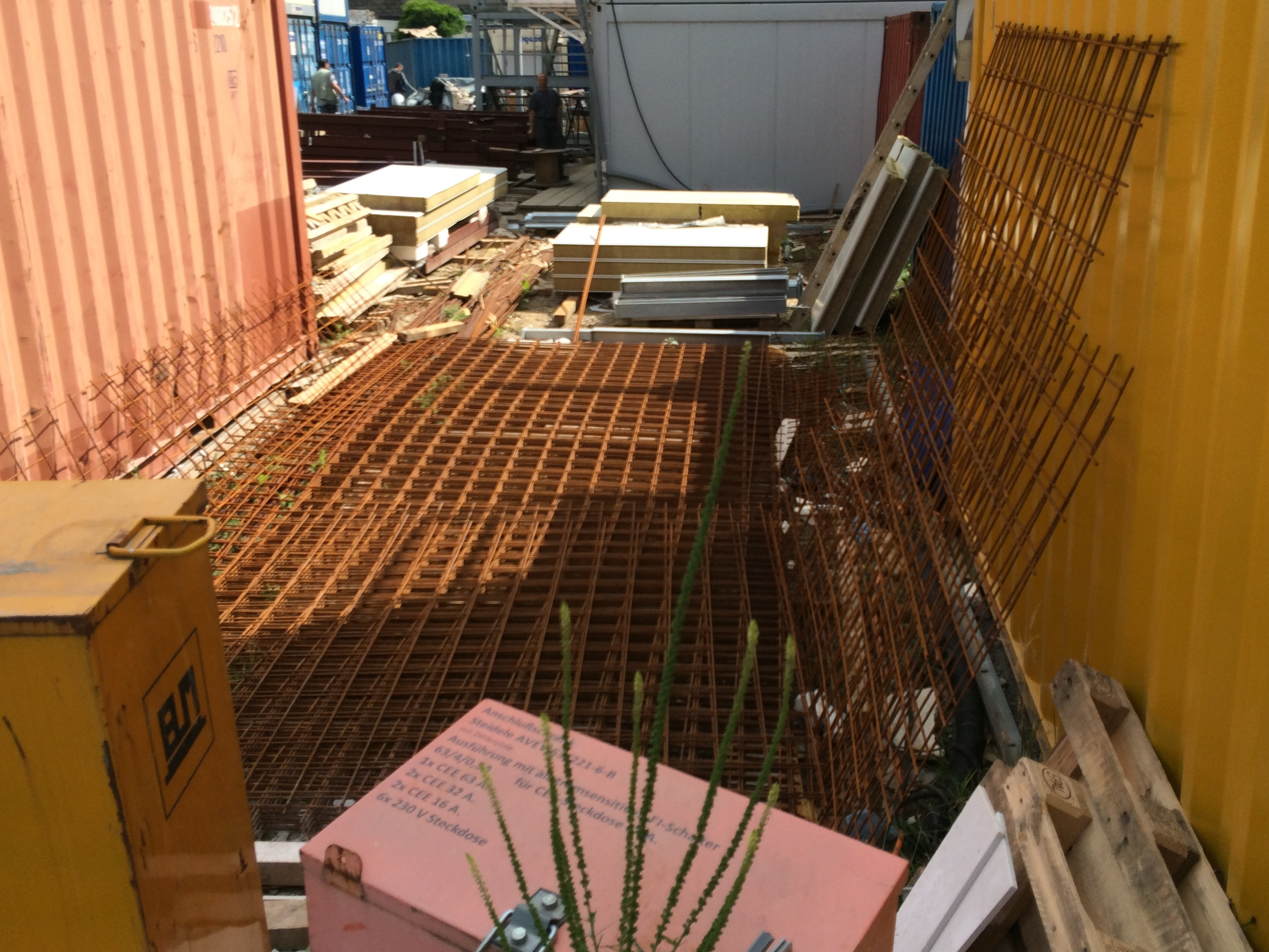
Zwischengelagerte Betonstahlmatten

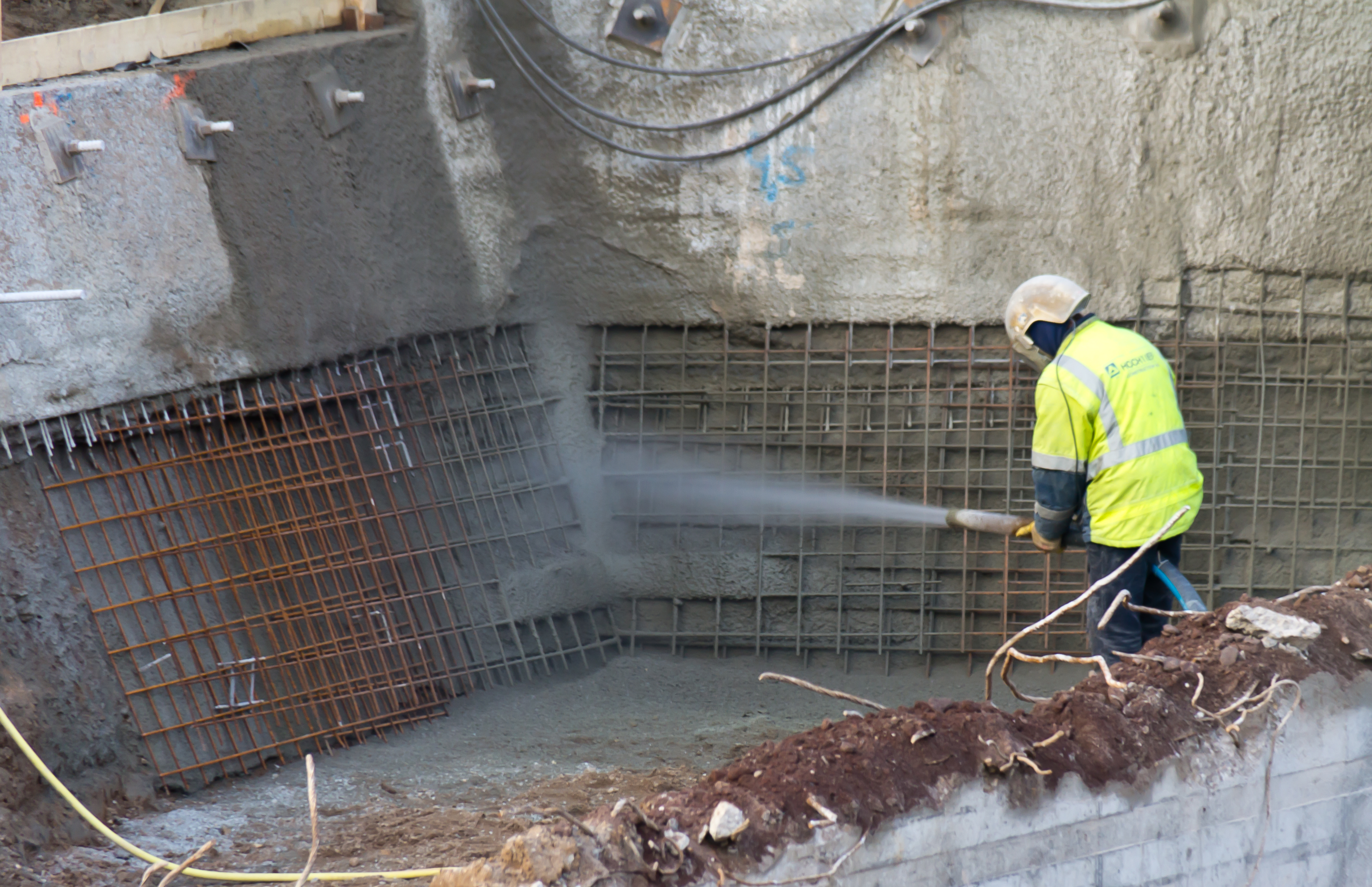
Ein Bauarbeiter trägt Spritzbeton auf Betonstahlmatten auf

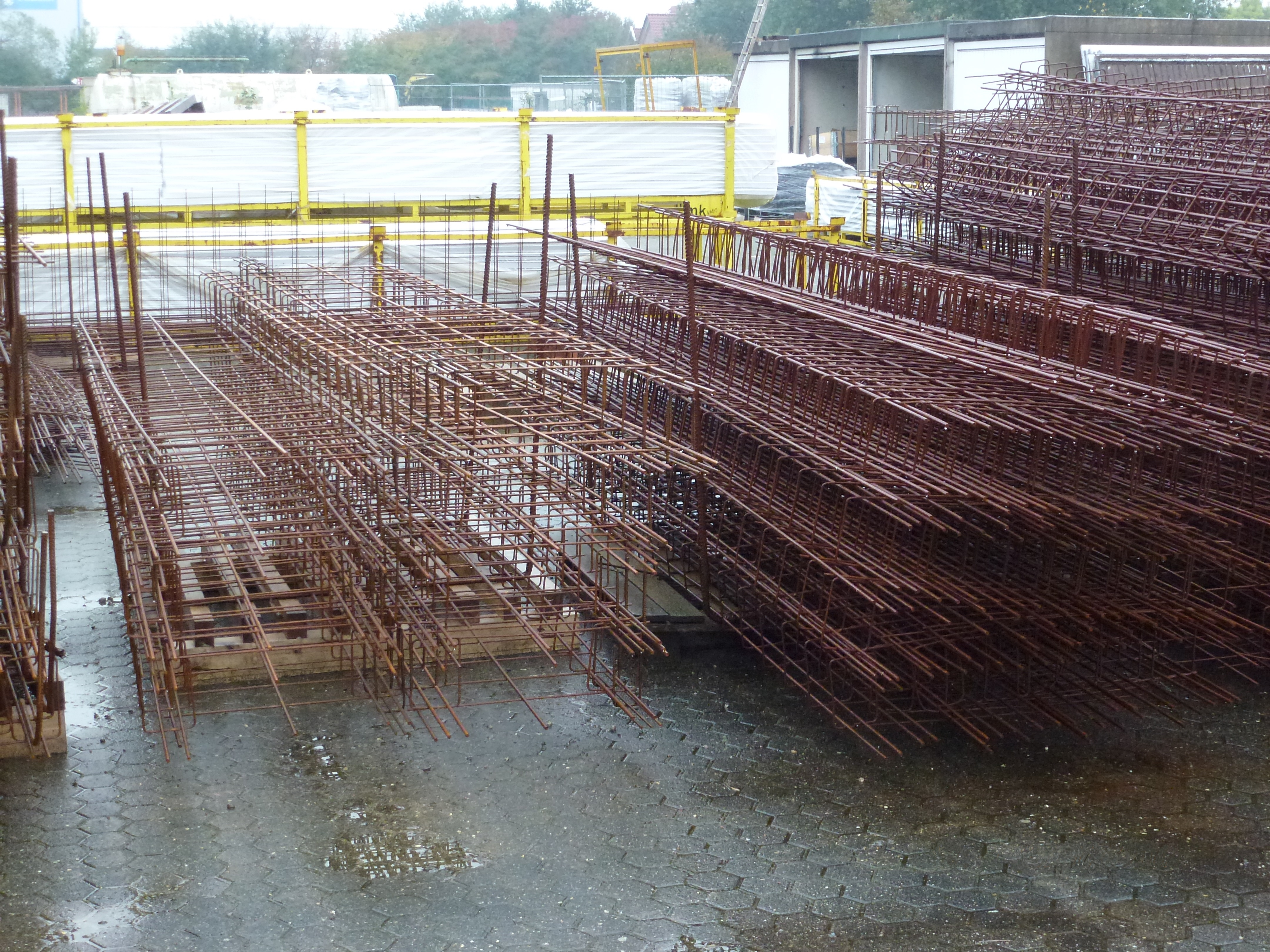
Vorgefertigte Körbe aus Betonstahlmatten für Fertigteile

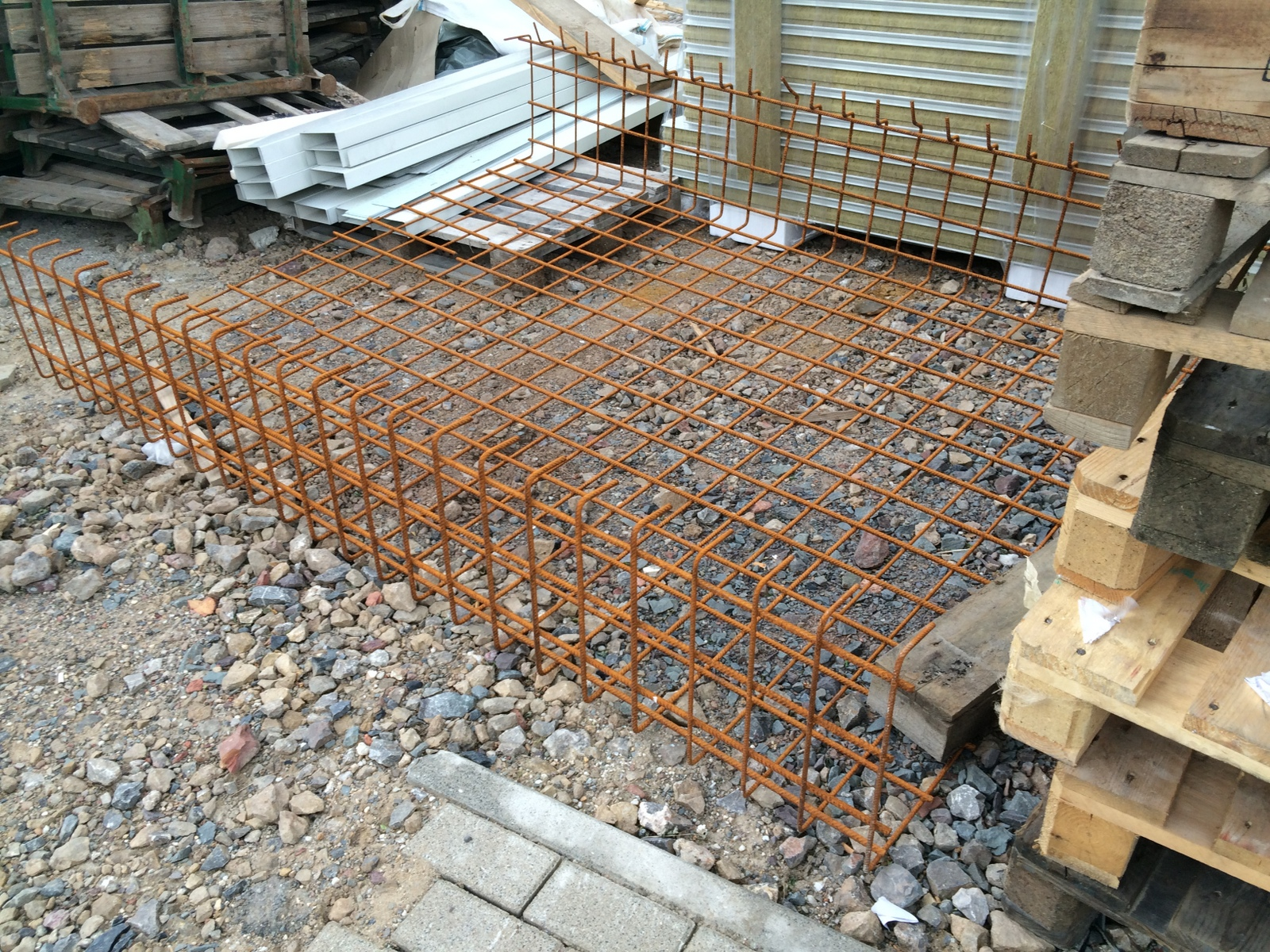
Vorgefertigte Körbe aus Betonstahlmatten für Ortbetonbauteil

Betonstahlmatten, Baustahlmatten oder -gitter sind Drahtgitter aus verschweißten Stäben aus Betonstahl, welche
zur Bewehrung (Verstärkung) von flächigen Stahlbetonbauteilen, wie zum Beispiel Bodenplatten, Decken oder Wänden dienen.
Sie werden in güteüberwachten Herstellerwerken industriell auf Halb- oder Vollautomaten gefertigt und bestehen aus sich kreuzenden Längs- und Querstäben von warm- oder kaltverformtem, geripptem Betonstahl, die an den Kreuzungspunkten durch Widerstandspunktschweißung scherfest verbunden sind. Sie kommen abhängig von den Anwendungsbedingungen mit und ohne zusätzlichen Korrosionsschutz zum Einsatz.
Im allgemeinen Sprachgebrauch werden Betonstahlmatten auch als Bewehrungsgitter oder Bewehrungsmatten bezeichnet.
In einer leichteren Ausführung zur Verwendung in Putz und Mörtel sind sie auch als Estrichgitter, Estrichmatten, Armierungsgitter oder Netzarmierung erhältlich.

## Liste der Arten von Betonstahlmatten
- werksmäßig konfektionierten Lagermatten
- Listen- und Zeichnungsmatten, die nach den Angaben des Bestellers bedarfsbezogen produziert werden
- Vorratsmatten sind gegenüber Lagermatten erweiterte, standardisierte Betonstahlmatten in verschiedenen Varianten mit Ein-Ebenen-Stoß
- Bügelmatten für die Herstellung von dreidimensionalen Bewehrungskörben
- Fahrbahnmatten für die Bewehrung von Betonstraßen oder Betongroßflächen, wie zum Beispiel Start- und Landebahnen
- Sonderdyn-Matten für Bauteile mit erhöhter dynamischer Beanspruchung
- N-Matten sind nicht mehr normgerecht nach DIN 488, weshalb sie nicht für statisch beanspruchte Bauteile verwendet werden dürfen

Alle Mattenarten – mit Ausnahme der N-Matten, also Q- und R-Matten – sind grundsätzlich für dynamische (das heißt nicht vorwiegend ruhende) Beanspruchung geeignet.
Betonstahlmatten müssen auf zwei Arten bezüglich ihrer Herkunft gekennzeichnet sein. Zum einen muss das Vormaterial mit einem Walzkennzeichen, das auf den Betonstahl B500A beziehungsweise B500B (ehemals BSt 500 M) aufgewalzt ist, versehen sein, zum anderen muss an der Matte selbst ein witterungsbeständiges Etikett angebracht sein, aus dem hervorgeht, in welchem Herstellerwerk diese Matte geschweißt wurde.
Genormt sind Betonstahlmatten in der DIN 488-4. Nach den Definitionen der DIN-Norm werden Betonstahlmatten aus gerippten Stäben mit Nenndurchmesser 6 bis 14 mm hergestellt und sind nach DIN 1045-1, Tabelle 11 entsprechend dem verwendeten Vormaterial als normal- oder hochduktil einzustufen. Für den Nenndurchmesser 14 mm darf ausschließlich hochduktiles Vormaterial B500B verwendet werden.
Es darf für die Herstellung von Betonstahlmatten hochgeripptes Vormaterial B500A und B500B sowie tiefgeripptes Vormaterial B500A verwendet werden.
Betonstahlmatten mit Drahtdurchmessern < 6 mm dürfen gemäß DIN 488-4:2009-08 und DIN 1045-1 nicht mehr für statische Zwecke und für die Bemessung nach DIN 1045-1 eingesetzt werden.
Der Name für Matten lautet Betonstahlmatten B500A beziehungsweise B500B (ehemals BSt 500 M).

## Lagermatten
Lagermatten sind Matten, die festgelegte Abmessungen haben. Diese gilt für die Außenabmessungen als auch Stababstände und -querschnitte. Sie können direkt ab Lager von verschiedenen Herstellern geliefert werden.
Es gibt im Wesentlichen drei Typen von Lagermatten Typ Q, Typ R, Typ N. Einige Hersteller liefern auch noch andere Typen als Lagermatten.
Die Q-Matten haben in beiden Richtungen den gleichen Stahlquerschnitt pro Meter Länge (cm²/m) und meistens einen quadratischen Stababstand von 150 × 150 mm (Ausnahme Q 636 mit 100 × 125 mm). Sie werden in der Regel bei Beanspruchung in beiden Richtungen eingesetzt. Die Mattenbezeichnung (z. B. Q 335 A/B) gibt den 100fachen Stahlquerschnitt in beiden Richtungen an (die Q 636 weicht geringfügig ab). Gängig sind zurzeit folgende Q-Matten: Q 188 A/B, Q257 A/B, Q 335 A/B, Q424 A/B, Q 524 A/B, Q 636 A/B.
Die R-Matten haben in beiden Richtungen unterschiedliche Stahlquerschnitte pro Meter Länge, er beträgt in Querrichtung 80 % des Querschnitts der Hauptrichtung. Die Stababstände sind unterschiedlich 150 × 250 mm. Sie werden in der Regel bei Hauptbeanspruchung in einer Richtungen eingesetzt. Die Mattenbezeichnung (z. B. R 335 A/B) gibt den 100fachen Stahlquerschnitt in Hauptrichtung an. Gängig sind zurzeit folgende R-Matten: R 188 A/B, R 257 A/B, R 335 A/B, R424 A/B, R 524 A/B.
Die Q- und R-Matten haben die Außenabmessungen von 6,00 × 2,30 m (Q 636 A/B ist 6,00 × 2,35 m). Sie werden aus Betonstählen nach DIN 488 hergestellt. Man kann sie normalduktil (Zusatzbezeichnung A) oder hochduktil (Zusatzbezeichnung B) bestellen.
Zusätzlich gibt es bei einigen Herstellern noch die N-Matten, die aber eine untergeordnete Rolle spielen. N-Matten sind sogenannte nichtstatische Matten die aus normalen Rundstahl, also keinen Betonstahl nach DIN 488, hergestellt werden. Sie dürfen für statisch beanspruchte Bauteile nicht eingesetzt werden. Es gibt die Matten N 94 und N 141.

## Listenmatten
Listenmatten sind Matten, die keine festgelegte Abmessungen haben. Sie werden in der Regel auf Bestellung hergestellt. Es werden nach festgelegten Bezeichnungen Tabellen erstellt, die die Außenabmessungen, Stabdurchmesser, Stababstände und die Endstabüberstände angeben. Bei den Stabdurchmessern der beiden Richtungen ist immer auf die Verschweißbarkeit zu achten.

## Zeichnungsmatten
Zeichnungsmatten sind Matten, für die eine Zeichnung erstellt wird. Sie werden auf Bestellung hergestellt. In den Zeichnungen werden die Form, die Außenabmessungen, Stabdurchmesser, Stababstände und die Endstabüberstände angegeben. Diese Matten können fast beliebige Formen haben. Es ist aber auch hier auf die Verschweißbarkeit der Stäbe zu achten.

## Durch die DIN 488 vorgeschriebene mechanische Werte
- Streckgrenze {\displaystyle R_{e}} 500 N/mm²
- Zugfestigkeit {\displaystyle R_{m}} 550 N/mm²
- Streckgrenzenverhältnis {\displaystyle R_{m}/R_{e}} bei normaler Duktilität 1,05, bei hoher Duktilität 1,08
- Gesamtdehnung bei Höchstlast {\displaystyle A_{gt}} bei normaler Duktilität min. 2,5 %, bei hoher Duktilität min. 5 %